# Ururi
Ururi est une commune italienne de la province de Campobasso, dans la région Molise.

## Histoire
La commune abrite une forte communauté Arbëresh, Albanais installés ici au XVe siècle, fuyant l’avance ottomane. Ces Albanais ont gardé une forte identité, parlant toujours leur langue, l’arbërisht. Dans leur dialecte, albanais teinté d’italien, le village se nomme Ruri.

## Administration
| Période                                  | Période  | Identité      | Étiquette | Qualité |
| ---------------------------------------- | -------- | ------------- | --------- | ------- |
| 13 mai 2001                              | En cours | Luigi Plescia |           |         |
| Les données manquantes sont à compléter. |          |               |           |         |

### Communes limitrophes
Larino, Montorio nei Frentani, Rotello, San Martino in Pensilis